# Семья Ульяновых
Семья Ульяновых, в контексте данной статьи — родители, братья и сёстры советского государственного и политического деятеля Владимира Ильича Ленина.
Анна Ильинична Ульянова-Елизарова родилась в Нижнем Новгороде 14 (26) августа 1864 года. 
Александр Ильич Ульянов родился в Нижнем Новгороде 31 марта (12) апреля 1866 года. 
Владимир Ильич Ульянов (Ленин) родился в Симбирске ныне (Ульяновск) 10 (22) апреля 1870 года. 
Ольга Ильинична Ульянова родилась в Симбирске ныне (Ульяновск) 4 (16) ноября 1871 года. 
Дмитрий Ильич Ульянов родился в Симбирск ныне (Ульяновск)  4 (16) августа 1874 года.
Мария Ильинична Ульянова родилась в Симбирск ныне (Ульяновск) 6 (18) февраля 1878 года. 
в семье инспектора народных училищ Ильи Николаевича Ульянова (1831—1886) и домашней учительницы Марии Александровны Ульяновой (урождённая Бланк, 1835—1916) 
```
Предки Ильи Николаевича и Марии Александровны Ульяновых были разнородными по социальному происхождению.
```

## Отцовская линия
Дед по отцу — Николай Васильевич Ульянин (1768—1836) происходил из крепостных крестьян села Андросово Сергачского уезда Нижегородской губернии. Переселившись в Астрахань в 1791 году, стал работать портным, в 1823 году — в возрасте 55 лет — женился на 22-летней Анне Алексеевне Смирновой (1801—1888) (бабушка Ленина), отец которой был русским, или, по версии М. С. Шагинян, калмыком, мать, возможно, была русской (Шагинян опубликовала это в 1938 году, но книга была практически сразу осуждена постановлением Политбюро ЦК ВКП(б) и изъятa).

Когда родился отец Ленина, Илья Николаевич Ульянов (1831—1886), Николаю Васильевичу Ульянину было уже за 60. После смерти Николая Васильевича, Илью опекал старший брат Василий Николаевич Ульянов (Ульянин), который и помог Илье получить достаточное образование для поступления на физико-математический факультет Казанского университета.
 После окончания университета в 1854 году Илья Николаевич Ульянов работал учителем математики и физики в гимназиях, институтах и училищах в Пензе и Нижнем Новгороде, с 1869 года был инспектором и директором народных училищ Симбирской губернии. В 1877 году получил чин действительного статского советника, дававший право на потомственное дворянство.

За заслуги в своей деятельности Илья Николаевич был награждён орденами Святой Анны III и II степени, орденом святого Владимира III степени и Св. Станислава II и I степеней. 
 После награждения в 1882 году Ильи Николаевича орденом святого Владимира III степени, в силу изменения правил дворянства от 1874 года, все его дети получили право на потомственное дворянство. По ходатайству его вдовы Марии Александровны Симбирское дворянское депутатское собрание своим постановлением от 17 (29) июня 1886 года внесло её, а также их детей Александра, Владимира, Дмитрия, Анну, Ольгу и Марию в третью часть дворянской родословной книги Симбирской губернии. 6 (18) ноября 1886 года это постановление было высочайше утверждено «с нераспространением сего утверждения на дочь… Анну, по незаявлении ею, как совершеннолетней, личного ходатайства о признании её в дворянстве и непредоставлении удостоверения подлежащего губернатора о нелишении её прав состояния и несудимости».

## Материнская линия

### Бланк
Дед по матери: Александр Дмитриевич Бланк (ок. 1802 — 17 июля 1870).
Учился в Санкт-Петербурге в Императорской медико-хирургической академии (1818—1824); в 1824 году был присоединён к православной церкви с именем Александр и поступил на службу — врачом в Смоленске. В 1826 году был командирован в Олонец для борьбы с эпидемическими заразными заболеваниями, где пробыл несколько месяцев; в 1827—1831 годах был полицейским врачом. Во время холерного бунта из-за немецкой фамилии был убит его брат, дежуривший в центральной холерной больнице Петербурга. Когда участники убийств были амнистированы, некоторые врачи, в том числе и А. Д. Бланк, ушли в отставку. Весной 1833 года Александр Дмитриевич возобновил службу — ординатором Городской больницы Святой Марии Магдалины для бедных, где служил до 1841 года. Именно в этой больнице у него лечился Тарас Шевченко. Одновременно, он служил в морском госпитале; 22 июля 1838 года получил чин коллежского асессора. С 1841 года служил в Перми, в Александровском госпитале. Затем был врачом при больнице Юговского завода в Пермской губернии. В 1845—1847 годах — главный врач госпиталя Златоустовской оружейной фабрики, был медицинским инспектором госпиталей Златоустовского горного округа Вышел в отставку в чине статского советника (с 27.11.1847).
Женился в 1830 году на Анне Гроссшопф (1810—1838), родителями которой были немец Йоганн Гроссшопф (нем. Johann Groschopf) и шведка Анна Эстедт (швед. Anna Estedt/Anna Beata Östedt). В 1838 году Анна Ивановна умерла, оставив шестерых детей — мальчика и пятерых девочек: Дмитрий родился 9 сентября 1830, Анна — 30 августа 1831, Любовь — 29 августа 1832, Екатерина — 25 декабря 1833, Мария — 22 февраля 1835, София — 24 июля 1836 года. Отец женился во второй раз, а воспитанием детей занялась бездетная сестра матери — Екатерина Ивановна.
Род Бланков был внесён в 3-ю часть дворянской родословной книги Казанской губернии по определению Казанского дворянского депутатского собрания от 27 ноября 1847 года и был утверждён указом Герольдии от 4 августа 1859 года. В Казанской губернии доктор Бланк приобрёл село Кокушкино, став помещиком средней руки; там же и умер.

### Версии о происхождении Бланков
Родословную семьи Бланк начали изучать Анна Ильинична и Мария Ильинична Ульяновы. Анна Ильинична сообщала: «Старшие не могли нам выяснить этого. Фамилия казалась нам французского корня, но никаких данных о таком происхождении не было. У меня лично довольно давно стала являться мысль о возможности еврейского происхождения, на что наталкивало, главным образом, сообщение матери, что дед родился в Житомире — известном еврейском центре. Бабушка — мать матери — родилась в Петербурге и была по происхождению немкой из Риги. Но в то время как с родными по матери у мамы и её сестёр связи поддерживались довольно долго, о родных её отца, А. Д. Бланка, никто не слышал. Он являлся как бы отрезанным ломтем, что наводило меня также на мысль о его еврейском происхождении. Никаких рассказов деда о его детстве или юношестве у его дочерей не сохранилось в памяти».
О результатах дальнейших розысков, подтвердивших её предположение, Анна Ильинична Ульянова сообщила Иосифу Сталину в 1932 и 1934 годах. «Факт нашего происхождения, предполагавшийся мною и раньше, — писала она, — не был известен при его Ленина жизни… Я не знаю, какие могут быть у нас, коммунистов, мотивы для замолчания этого факта». «Молчать о нём факте абсолютно» — ответил Сталин, при этом не объяснив мотивы умалчивания. Младшая сестра Ленина, Мария Ильинична, в отличие от старшей сестры Анны Ильиничны считала, что факт этот «пусть будет известен когда-нибудь через сто лет». Фамилия же Бланк, используемая в том числе евреями, могла быть связана с французским (фр. blanc, «белый, чистый, невинный») либо немецким (нем. blank, «белый, чистый») происхождением родителей родившегося в Минске основоположника рода Мойше Бланка. Тем не менее, по невыясненным причинам минская еврейская община якобы сначала не хотела регистрировать его евреем, но потом всё-таки зарегистрировала с фамилией, по предположению А. И. Ульяновой, «французского корня».
По версии американского профессора еврейского происхождения Г. М. Дейча и его последователей — в том числе советских евреев-диссидентов Е. И. Меламеда и М. Г. Штейна — А. Д. Бланк был крещёным евреем, до этого носил имя Израиль (Сруль) Мойшевич Бланк, рождённый в семье житомирского мещанина-торговца Мойше Ицковича Бланка, уже принявшего православие. Приняв православное крещение в 1820 году, он взял имя Александр и отчество Дмитриевич (по имени своего крестного отца Дмитрия Баранова). Переход в православие дал ему и его брату возможность поступить в Императорскую медико-хирургическую академию в Санкт-Петербурге, стать военными врачами и продвинуться по государственной службе по медицинской части — Александр служил в Смоленской, Пермской и Казанской губерниях и дослужился до чина статского советника. Уже выйдя в 1847 году в отставку, А. Д. Бланк, уже как дворянин, приобрёл небольшое поместье Кокушкино, в котором впоследствии неоднократно и подолгу останавливался Владимир Ульянов, который, если верить имеющимся документам, никогда не проявлял своей осведомлённости о еврейском происхождении его деда по матери. Американский профессор Г. М. Дейч указывал на находку в архивах — «Доклад министра внутренних дел Льва Перовского императору Николаю I с изложением проекта прадеда (!) Ленина по материнской линии о мерах по принудительному крещению евреев». По мнению Меламеда, Штейна и Дейча, ЦК РКП(б) якобы распорядился держать данные о возможном еврейском происхождении прадеда Ленина в строгом секрете — вплоть до распада СССР в 1991 году об отце матери Ленина сообщалось только то, что он был врачом.
По заявлениям В. Т. Логинова, им было обнаружено прошение некоего Мойше Бланка, которого он отождествляет с отцом Александра Бланка, на имя императора Николая I. В нём тот объяснял, что уже «40 лет назад» он «отрёкся от Евреев», но из-за «чрезмерно набожной жены», скончавшейся в 1834-м, принял христианство и получил имя Дмитрия (в соответствии с отчеством своих крестившихся ранее сыновей) лишь 1 января 1835 года. В этом же письме Дмитрий (Мойше) Бланк предлагал в целях ассимиляции евреев запретить им ношение национальной одежды, а главное, обязать их молиться в синагогах за российского императора и императорскую фамилию. В октябре 1846 года письмо было доведено до сведения Николая I. Царь полностью согласился с предложениями «крещеного еврея Бланка», но, как считает В. Т. Логинов, из-за медленного движения дел только в 1850-м евреям запретили ношение национальной одежды, а в 1854-м ввели предложенный Бланком текст молитвы.
Ещё одна версия от Ольги Дмитриевны Ульяновой: А. Д. Бланк происходил из купеческого рода и был одним из тех людей, которым «условия XIX века дали возможность быстро продвинуться по служебной лестнице и оставить своим детям право считаться дворянами». В национальных корнях Ленина О. Д. Ульянова выделяла представителей нескольких народов: русских, немцев и шведов, так как наличие в роду представителей прочих национальностей (евреев, калмыков, чувашей, татар) не было подтверждено документально.
Также и по версии М. Бычковой, А. Д. Бланк был русским из московского купеческого рода.

### Гроссшопф-Эстедт
Бабушка по матери — Анна Ивановна (Иоганновна) Гроссшопф (1799 (1810?)—1838 (не позднее 1840)), родителями которой были немец (прадед Ленина) Йоганн Гроссшопф из очень благонадёжной семьи (нем. Johann Gottlieb Großschopff) и шведка (прабабушка Ленина) Анна Эстедт (швед. Anna Estedt/Anna Beata Östedt или Öhrstedt). Гросшопфы служили в таможенном и почтовом ведомствах.
Йоганн Гроссшопф, купец родом из Любека, переехал в Петербург приблизительно в 1787 году, где и женился. Помимо дочери Анны, у пары был сын Густав Адольф (нем. Gustav Adolph von Grosschopff). Правнук Густава Адольфа, Гюнтер Крузе (нем. Günter Kruse, род. 1932), дал множество интервью и написал статьи о немецких корнях материнской линии семьи Ульяновых.
Анна Беата Эстедт (1773-1847) была дочерью шведского придворного ювелира и гравёра Карла Фридриха Эстедта (швед. Carl Fredrik Östedt или Öhrstedt, 1741-1826), переехавшего в Петербург из Уппсалы. Жена Карла Фридриха, Анна Кристина (швед. Anna Christina) урождённая Борг (1745-1799), была также шведкой из родом из Уппсалы.
У Александра Дмитриевича Бланка и Анны Ивановны Гроссшопф было пять дочерей и сын:
- Мария Александровна Ульянова,
  - В браке с Ильёй Николаевичем у Марии Александровны Ульяновой родилось 8 детей, двое из которых умерли в младенчестве:
    - Анна (1864—1935)
    - Александр (1866—1887), в 1887 году старшего брата Владимира Ильича Александра казнили как участника народовольческого заговора с целью покушения на жизнь императора Александра III.
    - Ольга (1868—1869)
    - Владимир (1870—1924)
    - Ольга (1871—1891)
    - Николай (1873—1873)
    - Дмитрий (1874—1943)[33]
    - Мария (1878—1937)
- Любовь Александровна Ардашева
  - Сын Фёдор
  - Дочь: Евдокия, чьи дети
    - Михаил Павлович Жаков
    - Евгения Павловна Жакова
    - Татьяна Павловна Басова (урожд. Жакова))
- Екатерина Александровна Залежская
  - Александра Андреевна Первушина
    - Юрий Всеволодович и Николай Всеволодович Первушины
- Анна Александровна Веретенникова
  - Анна Ивановна Веретенникова
  - Николай Иванович Веретенников
- Софья Александровна Бланк (Лаврова)
- Дмитрий Александрович Бланк (погиб 19-ти лет).

## Няни семьи Ульяновых
- Варвара Григорьевна Сарбагова (1818—1890), была няней в семье Ульяновых с 1870 и до своей смерти в 1890 году. За долгие годы Варвара Григорьевна сроднилась с семьёй Ульяновых, стала в ней близким, своим человеком[34][35].
- Мария Михайловна Павлова — приходящая няня. Нянчилась с младшими детьми в Симбирске[36].

## Память

### Музеи
- Дом, где родился В. И. Ленин (музей)
- Дом А. С. Прибыловской (музей)
- Квартира-музей семьи Ульяновых
- Дом-музей В. И. Ленина (Ульяновск)
- Дом-музей В. И. Ленина (Казань)

### Другое
- Парк «Семьи Ульяновых» (Засвияжский район, Ульяновск) (заложен осенью 1964 года, в 2008 году переименован в парк «Семья»)[37].
- В 1962 году Почта СССР выпустила марку, посвящённую семье Ульяновых.
- В 1965 году в Советском Союзе был снят фильм «Сердце матери» (режиссёр — Марк Донской). Первый фильм дилогии о семье Ульяновых, снятый на основе одноимённой книги Зои Воскресенской. Второй фильм — «Верность матери» (1966).
- В 1957 году на к/с Мосфильм по пьесе Ивана Попова «Семья» режиссёром В. Невзоровым был снят х/ф «Семья Ульяновых»[38].
- В Астрахани расположены: сквер Ульяновых на улице Адмиралтейской (посвящен родителям, старшему брату, двум сестрам и Илье Николаевичу Ульянову, жившим в Астрахани) в центре города, «Дом Ульяновых», построенный в XIX веке, где жили дед (Н. В. Ульянин), бабушка (А. А. Смирнова), отец (И. Н. Ульянов), дядя (В. Н. Ульянов) и тёти (Ф. Н. и М. Н. Ульяновы) Владимира Ильича Ленина (ул.Ульяновых, 9), ныне Музей истории города, а также улица Ульяновых в Кировском районе Астрахани (посвящена вышеупомянутой семье И. Н. Ульянова) в 200-300 метров от Петровской набережной у реки Волги, Ульяновский переулок (в Трусовском районе), посвящен Семье Ульяновых.
- В Уфе, Подольске, Гусеве (Калининградская область) есть улица Ульяновых.
- В Ульяновске много мест, где отмечено мемориальными досками, что здесь жила или бывала семья Ульяновых.

- Марка СССР 1962 г. «Семья Ульяновых».
- Фильм Верность матери 1966г.
- Улица Ульяновых, д.44 в Уфе
- Мемориальная доска на доме, где жил врач И. С. Покровский - домашний врач семьи Ульяновых. Симбирск
- Мемориальная доска на доме, где жила семья Ульяновых в 1876 - 1878 гг. в г.Симбирске.
- Мемориальная доска на доме, в котором жила семья Ульяновых в 1870-1871 гг. в г. Симбирске.
- Мемориальная доска на доме, в котором жила семья Ульяновых в 1871-1875 гг. в г. Симбирске.
- Мемориальная доска на доме, где жил А. Ф. Белокрысенко (ныне здание УФК), где бывала семья Ульяновых. Арсений Фёдорович — крёстный отец Владимира Ульянова[39].
- Мемориальная доска на здании Дворца книги.
- Мемориальная доска Кашкадамовой В. В. — друга семьи Ульяновых.
- Мемориальная доска на доме Костёркина.
- Мемориальная доска на доме Костёркина.
- Мемориальная доска на доме Анаксагорова.
- Триптих «Ульяновы» художник Шамиль Шайдуллин 1985 г.
- Могила Павловой М. М. (Приходящая няня семьи Ульяновых, Воскресенский некрополь).
- ХМК РФ 1992 г. Ульяновск. Дом семьи Ульяновых.
- Мемориальная доска на Доме-музее В. И. Ленина (Ульяновск).

## Генеалогия Ульяновых
| \| \| \| \| \| \| \| \| \| \| \| \| \| \| \| \| \| \| \| \| 8. Василий Ульянин \| \| \| \| \| \| \| \| \| \| \| \| \| \| \| \| \| \| \| \| \| \| \| \| \| \| \| \| \| \| \| \| \| \| \| \| \| \| \| \| \| \| \| \| \| \| \| \| \| \| \| \| \| \| 4. Николай Васильевич Ульянин \| \| \| \| \| \| \| \| \| \| \| \| \| \| \| \| \| \| \| \| \| \| \| \| \| \| \| \| \| \| \| \| \| \| \| \| \| \| \| \| \| \| \| \| \| \| \| \| \| \| \| \| \| \| 2. Илья Николаевич Ульянов \| \| \| \| \| \| \| \| \| \| \| \| \| \| \| \| \| \| \| \| \| \| \| \| \| \| \| \| \| \| \| \| \| \| \| \| \| \| \| \| \| \| \| \| \| \| \| \| \| \| \| \| \| \| 10. Алексей Смирнов \| \| \| \| \| \| \| \| \| \| \| \| \| \| \| \| \| \| \| \| \| \| \| \| \| \| \| \| \| \| \| \| \| \| \| \| \| \| \| \| \| \| \| \| \| \| \| \| \| \| \| \| \| \| 5. Анна Алексеевна Смирнова \| \| \| \| \| \| \| \| \| \| \| \| \| \| \| \| \| \| \| \| \| \| \| \| \| \| \| \| \| \| \| \| \| \| \| \| \| \| \| \| \| \| \| \| \| \| \| \| \| \| \| \| \| \| 1. Владимир Ильич Ленин \| \| \| \| \| \| \| \| \| \| \| \| \| \| \| \| \| \| \| \| \| \| \| \| \| \| \| \| \| \| \| \| \| \| \| \| \| \| \| \| \| \| \| \| \| \| \| \| \| \| \| \| \| \| 6. Александр Дмитриевич Бланк \| \| \| \| \| \| \| \| \| \| \| \| \| \| \| \| \| \| \| \| \| \| \| \| \| \| \| \| \| \| \| \| \| \| \| \| \| \| \| \| \| \| \| \| \| \| \| \| \| \| \| \| \| \| 3. Мария Александровна Ульянова \| \| \| \| \| \| \| \| \| \| \| \| \| \| \| \| \| \| \| \| \| \| \| \| \| \| \| \| \| \| \| \| \| \| \| \| \| \| \| \| \| \| \| \| \| \| \| \| \| \| \| \| \| \| 14. Иоган Гроссшопф \| \| \| \| \| \| \| \| \| \| \| \| \| \| \| \| \| \| \| \| \| \| \| \| \| \| \| \| \| \| \| \| \| \| \| \| \| \| \| \| \| \| \| \| \| \| \| \| \| \| \| \| \| \| 7. Анна Ивановна (Иоганновна) Гроссшопф \| \| \| \| \| \| \| \| \| \| \| \| \| \| \| \| \| \| \| \| \| \| \| \| \| \| \| \| \| \| \| \| \| \| \| \| \| \| \| \| \| \| \| \| \| \| \| \| \| \| \| \| \| \| 15. Анна Беата Эстедт \| \| \| \| \| \| \| \| \| \| \| \| \| \| \| \| \| \| \| \| \| \| \| \| \| \| \| \| \| \| \| \| \| \| \| \| \| \| \| \| \| \| \| \| \| \| \| \| \| \| \| \| |                                         |  |  |  |  |  |  |  |  |  |  |  |  |  |  |  |
| |                                         |  |  |  |  |  |  |  |  |  |  |  |  |  |  |  |
| | 8. Василий Ульянин                      |  |  |  |  |  |  |  |  |  |  |  |  |  |  |  |
| |                                         |  |  |  |  |  |  |  |  |  |  |  |  |  |  |  |
| |                                         |  |  |  |  |  |  |  |  |  |  |  |  |  |  |  |
| | 4. Николай Васильевич Ульянин           |  |  |  |  |  |  |  |  |  |  |  |  |  |  |  |
| |                                         |  |  |  |  |  |  |  |  |  |  |  |  |  |  |  |
| |                                         |  |  |  |  |  |  |  |  |  |  |  |  |  |  |  |
| | 2. Илья Николаевич Ульянов              |  |  |  |  |  |  |  |  |  |  |  |  |  |  |  |
| |                                         |  |  |  |  |  |  |  |  |  |  |  |  |  |  |  |
| |                                         |  |  |  |  |  |  |  |  |  |  |  |  |  |  |  |
| | 10. Алексей Смирнов                     |  |  |  |  |  |  |  |  |  |  |  |  |  |  |  |
| |                                         |  |  |  |  |  |  |  |  |  |  |  |  |  |  |  |
| |                                         |  |  |  |  |  |  |  |  |  |  |  |  |  |  |  |
| | 5. Анна Алексеевна Смирнова             |  |  |  |  |  |  |  |  |  |  |  |  |  |  |  |
| |                                         |  |  |  |  |  |  |  |  |  |  |  |  |  |  |  |
| |                                         |  |  |  |  |  |  |  |  |  |  |  |  |  |  |  |
| | 1. Владимир Ильич Ленин                 |  |  |  |  |  |  |  |  |  |  |  |  |  |  |  |
| |                                         |  |  |  |  |  |  |  |  |  |  |  |  |  |  |  |
| |                                         |  |  |  |  |  |  |  |  |  |  |  |  |  |  |  |
| | 6. Александр Дмитриевич Бланк           |  |  |  |  |  |  |  |  |  |  |  |  |  |  |  |
| |                                         |  |  |  |  |  |  |  |  |  |  |  |  |  |  |  |
| |                                         |  |  |  |  |  |  |  |  |  |  |  |  |  |  |  |
| | 3. Мария Александровна Ульянова         |  |  |  |  |  |  |  |  |  |  |  |  |  |  |  |
| |                                         |  |  |  |  |  |  |  |  |  |  |  |  |  |  |  |
| |                                         |  |  |  |  |  |  |  |  |  |  |  |  |  |  |  |
| | 14. Иоган Гроссшопф                     |  |  |  |  |  |  |  |  |  |  |  |  |  |  |  |
| |                                         |  |  |  |  |  |  |  |  |  |  |  |  |  |  |  |
| |                                         |  |  |  |  |  |  |  |  |  |  |  |  |  |  |  |
| | 7. Анна Ивановна (Иоганновна) Гроссшопф |  |  |  |  |  |  |  |  |  |  |  |  |  |  |  |
| |                                         |  |  |  |  |  |  |  |  |  |  |  |  |  |  |  |
| |                                         |  |  |  |  |  |  |  |  |  |  |  |  |  |  |  |
| | 15. Анна Беата Эстедт                   |  |  |  |  |  |  |  |  |  |  |  |  |  |  |  |
| |                                         |  |  |  |  |  |  |  |  |  |  |  |  |  |  |  |
| |                                         |  |  |  |  |  |  |  |  |  |  |  |  |  |  |  |

## Адреса Ульяновых в Симбирске
- 9.1869 — осень 1870 — Стрелецкая улица (ныне пл. Ленина), во флигеле дома А. С. Прибыловской (ныне Дом, где родился В. И. Ленин);
- осень 1870 — 1871 — Стрелецкая улица (ныне пл. Ленина), в доме А. С. Прибыловской (ныне Дом А. С. Прибыловской);
- 1871 по 1875 год — Стрелецкая улица (ныне пл. Ленина), квартира в доме Дарьи Фёдоровны Жарковой (ныне Квартира-музей семьи Ульяновых);
- лето 1875 — осень 1876 — Московская улица (ныне ул. Ленина, 92), Дом Костёркина;
- осень 1876 — осень 1877 — Московская улица (ныне ул. Ленина, 90), Дом Анаксагорова;
- 1877 — 1878 — Покровская улица (ныне ул. Льва Толстого, 24), (Дом И. М. Косолапова) Дом, где жила семья Ульяновых (ныне музей «Градостроительство и архитектура Симбирска-Ульяновска»);
- 1878 — 1887 — Московская улица (ныне ул. Ленина, 70) быв. дом Е. П. Молчановой купленный в собственность (ныне Дом-музей В. И. Ленина)[40][41];